# Unguiblossia cauduliger
Unguiblossia cauduliger är en spindeldjursart som beskrevs av Lawrence 1967. Unguiblossia cauduliger ingår i släktet Unguiblossia och familjen Melanoblossiidae. Inga underarter finns listade i Catalogue of Life.